# Raphia monbuttorum
Raphia monbuttorum är en enhjärtbladig växtart som beskrevs av Carl Georg Oscar Drude. Raphia monbuttorum ingår i släktet Raphia och familjen Arecaceae.

## Underarter
Arten delas in i följande underarter:
- R. m. monbuttorum
- R. m. mortehanii